# Beaverdam (Ohio)

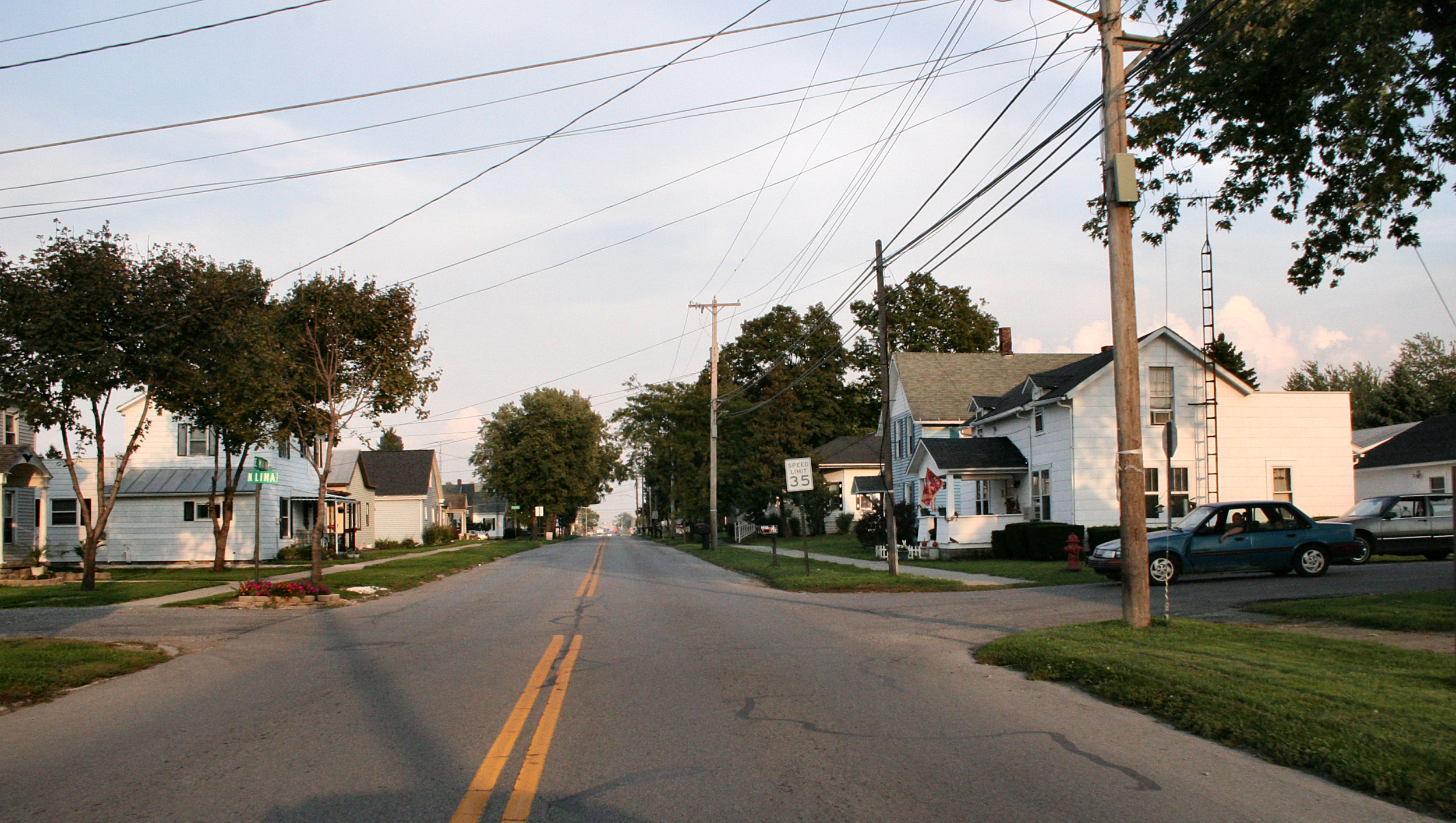
Beaverdam

Beaverdam – wieś w USA, w stanie Ohio.
Liczba mieszkańców według spisu ludności w 2010 roku wynosiła 382.